# Sean Cooper (Eishockeyspieler)
Sean Cooper (* 14. Mai 1992) ist ein ehemaliger israelischer Eishockeyspieler, der zuletzt bis 2011 bei Monfort Ma’alot in der israelischen Eishockeyliga unter Vertrag stand.

## Karriere
Sean Cooper begann seine Karriere beim HC Bat Yam. Die Spielzeit 2009/10 verbrachte er beim HC Holon in der israelischen Eishockeyliga. Nachdem er 2010/11 bei Monfort Ma’alot auf dem Eis stand, beendete er mit nur 19 Jahre seine Karriere.

### International
Bereits im Juniorenbereich spielte Cooper für Israel und nahm an den U18-Weltmeisterschaften der Division II 2008 und der Division III 2010, als er bester Torvorbereiter des Turniers war, teil. Zu seinen einzigen Einsätzen für die israelische Herren-Nationalmannschaft kam er bei der Weltmeisterschaft 2011 in der Division III in Kapstadt und gewann dort durch ein hart umkämpftes 6:5 nach Verlängerung gegen die Gastgeber den Titel und mit diesen zusammen den Aufstieg in die Division II.

## Erfolge und Auszeichnungen
- 2010 Bester Vorbereiter bei der U18-Weltmeisterschaft der Division III, Gruppe B
- 2011 Aufstieg in die Division II bei der Weltmeisterschaft der Division III